# Mar de Littorina
La Mar de Littorina és una etapa geològica d'aigua salobre de la mar Bàltica, que va existir al voltant de 7500–4000 BP i va seguir la Mar de Mastogloia, etapa transitòria del Llac Ancylus.
Aquesta etapa i forma de la massa d'aigua rep el nom del caragolí comú (Littorina littorea), llavors un mol·lusc predominant a les aigües, cosa que indica la seva salinitat.
La mida més gran del mar lligat a l'oceà s'anomena transgressió, ampliant així el seu enllaç oceànic i assolint un pic de salinitat, és a dir, durant el període atlàntic més càlid de la climatologia europea. En aquest cim, aproximadament 4500 BP, el mar portava el doble de volum d'aigua i cobria un 26,5% més de terra que avui. A mesura que va acabar el període, les característiques costaneres modernes van aparèixer àmpliament, incloses les llacunes, els cordons litorals i les dunes en la majoria dels llocs. Les excepcions notables són les terrasses escarpades com l'Øresund on la recessió del nivell del mar exposa menys terra seca.
Durant el període, el bosc caducifoli temperat es va arrossegar cap al nord per cobrir l'interior litoral.